# 肯尼思·古尔德
肯尼思·古尔德（英語：Kenneth Gould，1967年5月11日—），美国男子拳击运动员。他曾代表美国参加1988年夏季奥林匹克运动会拳击比赛，获得一枚铜牌。他也曾参加1987年泛美运动会。